# Bloemhof (Südafrika)
Bloemhof ist eine Stadt in der südafrikanischen Provinz Nordwest (North West). Sie liegt in der Gemeinde Lekwa-Teemane im Distrikt Dr Ruth Segomotsi Mompati.

## Geographie
2011 hatte Bloemhof, zusammen mit den nördlich und nordwestlich gelegenen Townships Boitumelong und Coverdale, 27.904 Einwohner. Boitumelong war in der Zeit der Apartheid Schwarzen vorbehalten, Coverdale den Coloureds. Die Stadt liegt am Vaal, nur wenig unterhalb der Staumauer des Bloemhof Dam. Der Vaal bildet hier die Grenze zur Provinz Freistaat.

## Geschichte
Bloemhof wurde 1864 gegründet, nachdem in der Nähe Diamanten gefunden worden waren. Den Namen erhielt es nach den Blumengärten der Tochter des vormaligen Landbesitzers, John Barclay. 1869 wurde Bloemhof Sitz eines gleichnamigen Distriktes. 1970 wurde der Bloemhof Dam mit seiner über 4000 Meter langen, bis 33 Meter hohen Staumauer eingeweiht. 2010 kam es zu schweren Überschwemmungen, als die Talsperre überlief.

## Wirtschaft und Verkehr
Um Bloemhof wird vor allem Landwirtschaft betrieben.
Bloemhof liegt an der Fernstraße N12, die Johannesburg über Wolmaransstad im Nordosten und Kimberley über Christiana im Südwesten verbindet. Ferner liegt die Stadt an der R34, die hier von Schweizer-Reneke im Nordwesten nach Hoopstad im Südosten führt und den Vaal kreuzt.
Bloemhof besitzt einen Bahnhof an der Strecke Kimberley–Johannesburg, der im Güterverkehr bedient wird. Der Bloemhof Airport (ICAO-Code FABK) liegt nördlich der Stadt und wird nicht im Linienverkehr angeflogen.